# Las Virtudes (Villena)
Las Virtudes, popularmente conocida como La Virgen, es una pedanía perteneciente a Villena, en la provincia de Alicante (España). Dista unos 5 km de Villena (7 km por el camino tradicional que rodea la antigua laguna). El núcleo apareció alrededor del Santuario de Nuestra Señora de las Virtudes, que se comenzó a construir a finales del siglo XV, cuando parte de la población de Villena huyó al paraje debido a una epidemia de peste. En la actualidad es uno de los lugares de recreo más famosos del municipio, especialmente activo durante las fiestas de Moros y Cristianos.

## Historia

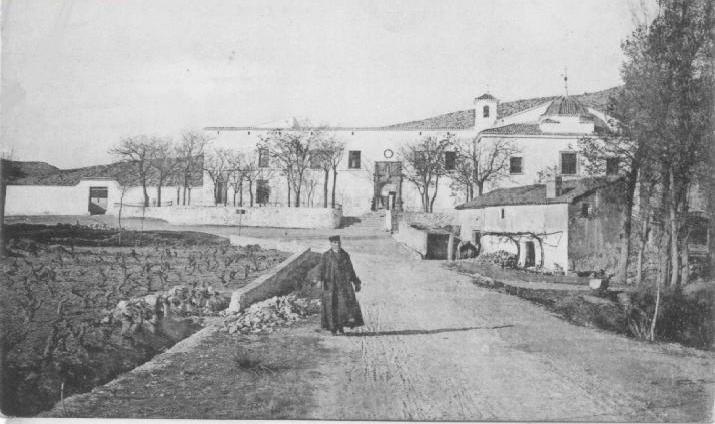
Vista del Santuario alrededor de 1910.

Según la tradición, en 1474 los vecinos de Villena huyeron a la Fuente del Chopo durante una epidemia de peste y allí proclamaron a la Virgen de las Virtudes como nueva patrona y «abogada contra la peste». La leyenda cuenta lo siguiente: 

En 1474 llegó una asoladora peste sobre la villa y gran parte de la población huyó a la Fuente del Chopo, donde levantaron barracas para cobijarse. Como continuaban los estragos de la peste, decidieron elegir un patrón o patrona para confiar en su intercesión. Para ello depositaron en un cántaro los nombres de santos y santas que cada uno prefería y eligieron a un niño para que sacase uno de los nombres. El elegido fue el de Virgen de las Virtudes, que nadie había escrito. Se repitió dos veces más y volvió a salir este nombre, con lo que se dieron cuenta de que la Virgen quería que la veneraran bajo esa advocación. Así pues, encargaron a dos villenenses que partieran a diversos pueblos y ciudades a fin de adquirir una imagen de la patrona. Apenas se habían alejado unos metros cuando vieron a dos jóvenes con un arca que contenía la imagen de la Virgen. Se la entregaron y, antes de poder mediar palabra, desaparecieron. Desde entonces, se levantó un santuario y se hicieron dos votos a la Virgen, que se cumplen cada año en marzo y en septiembre.

Sin embargo, no hay constancia histórica de que esta fecha sea la correcta, ya que la primera noticia que se tiene de dicha ermita es en una orden de los Reyes Católicos datada el 30 de julio de 1490 en la que se cuenta que los vecinos huyeron de nuevo allí a causa de otra epidemia de peste. Por tanto, hay que buscar una epidemia de peste que ocurriera cerca de 1474 y antes de 1490, y hay constancia de que ocurriera una en 1476, coincidiendo con la sublevación contra el Marqués de Villena. Así se explica que se eligiera una nueva patrona en sustitución de la antigua, la Virgen de las Nieves, ligada a los odiados marqueses de Villena. Sea como fuere, la ermita existía ya a finales del siglo XV, y alrededor de ella fue desarrollándose la aldea. El 25 de marzo de 1624 los habitantes de Villena hicieron el juramento de defender, leer, enseñar y predicar la Inmaculada Concepción. Fue una de las primeras ciudades de España que lo hizo, adelantándose 230 años a su definición oficial. 
Desde principios de 1937, dentro de la reforma republicana para eliminar referencias religiosas o monárquicas en los topónimos, se cambió el nombre de Las Virtudes por Villa Progreso y el de la Colonia de Santa Eulalia por Colonia de Lina Odena. Además, se iniciaron los proyectos para llevar la luz eléctrica. El nombre original le fue revertido a la llegada del régimen franquista, en abril de 1939.
La Virgen de las Virtudes fue coronada canónicamente el año 1923 y de nuevo en 1954. El último domingo de agosto se traslada la efigie de la Virgen en romería a la ciudad de Villena, acto en que pueden llegar a participar más de 25.000 personas de toda la comarca. La efigie permanece allí hasta el 9 de septiembre, cuando acaban las fiestas patronales de Moros y Cristianos de Villena. Durante todos estos días, la pedanía permanece especialmente activa.

## Transportes
La carretera CV-812 conecta la pedanía con la carretera de Yecla (CV-81) permitiendo el acceso más rápido desde Villena. También se puede acceder a través del camino viejo, que rodea la antigua laguna. En 2004 se habilitó el tramo de la Vía Verde del Chicharra entre la pedanía y Villena, de manera que se puede llegar de manera segura (ya que en este tipo de vías no se permite la circulación de vehículos), a pie o en bicicleta siguiendo el antiguo trazado del tren chicharra.

## Patrimonio

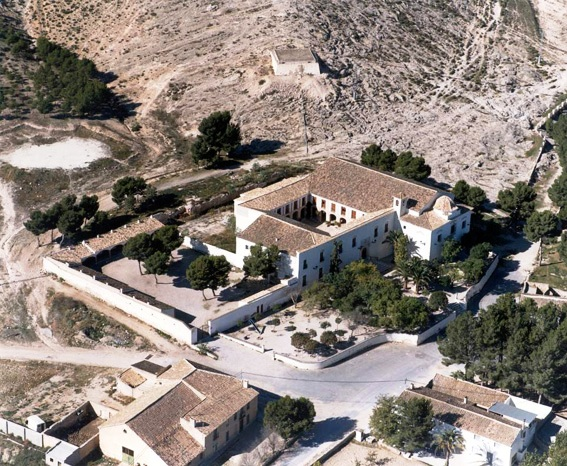
Santuario de Nuestra Señora de las Virtudes

- Santuario de Nuestra Señora de las Virtudes: Es el principal edificio de la pedanía, alrededor del cual creció la misma. En su construcción se advirten varias etapas. De la ermita primitiva del siglo XV quedan restos en la cripta, bajo el actual camarín, mientras que el conjunto actual es de estilo renacentista. Destaca el claustro, que es sencillo, con arcos de medio punto rebajados que se apoyan sobre pilares de ladrillo. La iglesia, a la que se accede por el claustro, ofrece un aspecto del último gótico. El camarín de la Virgen de las Virtudes está decorado con estucos y pinturas barrocos del siglo XVIII. Fue declarado Conjunto Histórico en 1976.[5]
- La Rana: Se trata de un surtidor ornamental para fuente, datado entre 1916 y 1917, que representa una rana sentada sobre formaciones de coral. Estuvo situada en el Parque de Ruperto Chapí de Villena hasta 1948, año en que se trasladó a la explanada del Santuario con motivo del XXV aniversario de la Coronación de Nuestra Señora de las Virtudes.[6]